# Републикански път III-4082
Републикански път IIІ-4082 е третокласен път, част от Републиканската пътна мрежа на България, преминаващ по територията на Търговишка и Великотърновска област. Дължината му е 37,5 km.
Пътят се отклонява надясно при 10,7 km на Републикански път III-408 югозападно от село Таймище (Община Антоново) и се насочва на запад през крайните северозападни части на Лиса планина. Преминава последователно през селата Капище, Свободица, Банковец и Длъжка поляна, след което при село Стара речка слиза в долината на Стара река (десен приток на Янтра). От там пътят продължава по десния бряг на реката, навлиза във Великотърновска област, преминава през село Чешма, завива на север по долината на реката и достига до източния край на село Кесарево. В селото пресича Стара река, преминава през центърът му и северозападно от него, недалеч от гара Кесарево се свързва с Републикански път I-4 при неговия 158,1 km.
| Пътища, отклоняващи се надясно (населено място, № на пътя, посока на пътя) | km   | Пътища, отклоняващи се наляво (посока на пътя, № на пътя, населено място) |
| -------------------------------------------------------------------------- | ---- | ------------------------------------------------------------------------- |
| Община Антоново, Област Търговище, III-408, 10,7 km →                      | 0,0  | → 10,7 km, III-408, Област Търговище, Община Антоново                     |
| с. Капище                                                                  | 2    | с. Капище                                                                 |
| (за с. Малка Черковна) общински път, с. Свободица ←                        | 4,1  | с. Свободица                                                              |
|                                                                            | 6,5  | → общински път (за с. Тиховец)                                            |
| с. Банковец                                                                | 7,4  | с. Банковец                                                               |
| (за с. Дъбравица) общински път ←                                           | 8,7  |                                                                           |
| с. Длъжка поляна                                                           | 11   | → с. Длъжка поляна, общински път (за с. Къпинец)                          |
| (за с. Яребично) общински път, с. Длъжка поляна ←                          | 12,3 | с. Длъжка поляна                                                          |
| с. Стара речка                                                             | 18,4 | → с. Стара речка, общински път (за с. Мечово)                             |
| Община Златарица, Област Велико Търново                                    | 21,4 | Област Велико Търново, Община Златарица                                   |
| с. Чешма                                                                   | 23   | с. Чешма                                                                  |
|                                                                            | 24,7 | → общински път (за с. Сливовица)                                          |
| Община Стражица, (за с. Теменуга) общински път ←                           | 29,6 | Община Стражица                                                           |
| (за с. Балканци) общински път, с. Кесарево ←                               | 34,1 | с. Кесарево                                                               |
| с. Кесарево                                                                | 35,4 | → с. Кесарево, общински път (за с. Джулюница)                             |
| (до 107,3 km на I-2) I-4, 158,1 km ←                                       | 37,5 | ← 158,1 km, I-4 (от 155,8 km на I-3)                                      |